# 库瓦斯-德拉萨格拉
库瓦斯德拉萨格拉，是西班牙马德里自治区的一个市镇。总面积13平方公里，总人口2006人（2001年），人口密度154人/平方公里。